# 유한 생성 가군
환론에서 유한 생성 가군(有限生成加群, 영어: finitely generated module)은 유한 계수의 자유 가군의 몫가군이다. 즉, 유한 개의 생성원과 (유한 또는 무한 개의) 관계로 나타내어지는 가군이다.

## 정의
모든 환은 1을 가지며, 모든 가군은 1을 보존한다고 하자.

### 유한 생성 가군
환 {\displaystyle R} 위의 왼쪽 가군 {\displaystyle _{R}M}에 대하여 다음 조건들이 서로 동치이며, 이를 만족시키는 왼쪽 가군을 유한 생성 왼쪽 가군(有限生成-加群, 영어: finitely generated left module)이라고 한다.
- (A) {\displaystyle _{R}M\cong {}_{R}R^{\oplus n}/{}_{R}N}이 되는 자연수 {\displaystyle n\in \mathbb {N} }과 자유 가군의 부분 가군 {\displaystyle _{R}N\subseteq {}_{R}R^{\oplus n}}이 존재한다. 즉, 충분히 큰 자연수 {\displaystyle n\in \mathbb {N} }에 대하여, {\displaystyle R}-왼쪽 가군의 완전열 {\displaystyle R^{\oplus n}\to M\to 0}이 존재한다.
- (B) {\displaystyle _{R}M}의 임의의 부분 가군들의 집합 {\displaystyle \{{}_{R}N_{i}\}_{i\in I}}, {\displaystyle {}_{R}N_{i}\subseteq {}_{R}M}에 대하여, 만약 {\displaystyle \textstyle \sum _{i\in I}{}_{R}N_{i}={}_{R}M}이라면, {\displaystyle \textstyle \sum _{i\in I'}{}_{R}N_{i}={}_{R}M}이 되는 유한 집합 {\displaystyle I'\subseteq I}가 존재한다.
- (C) 임의의 부분 가군의 오름 사슬 {\displaystyle {}_{R}N_{0}\subseteq {}_{R}N_{1}\subseteq \cdots \subseteq {}_{R}M}에 대하여, 만약 {\displaystyle \textstyle \bigcup _{i=0}^{\infty }{}_{R}N_{i}={}_{R}M}이라면, {\displaystyle N_{i}=M}이 되는 {\displaystyle i\in \mathbb {N} }가 존재한다.
- (D) 임의의 집합 {\displaystyle I} 및 전사 사상 {\displaystyle \phi \colon {}_{R}R^{\oplus I}\to {}_{R}M}에 대하여, {\displaystyle \phi |_{{}_{R}R^{\oplus I'}}\colon {}_{R}R^{\oplus I'}\to {}_{R}M} 역시 전사 사상이 되게 하는 유한 집합 {\displaystyle I'\subseteq I}이 존재한다. (가군의 범주에서 전사 사상은 전사 함수인 가군 준동형과 일치한다.)

환 {\displaystyle R} 위의 왼쪽 가군 {\displaystyle _{R}M}에 대하여 다음 조건들이 서로 동치이며, 이를 만족시키는 왼쪽 가군을 유한 쌍대 생성 왼쪽 가군(有限雙對生成-加群, 영어: finitely cogenerated left module)이라고 한다.
- (B′) {\displaystyle _{R}M}의 임의의 부분 가군들의 집합 {\displaystyle \{{}_{R}N_{i}\}_{i\in I}}, {\displaystyle {}_{R}N_{i}\subseteq {}_{R}M}에 대하여, 만약 {\displaystyle \textstyle \bigcap _{i\in I}{}_{R}N_{i}={}_{R}0}이라면, {\displaystyle \textstyle \sum _{i\in I'}{}_{R}N_{i}={}_{R}0}이 되는 유한 집합 {\displaystyle I'\subseteq I}가 존재한다.
- (C′) 임의의 부분 가군의 내림 사슬 {\displaystyle {}_{R}M\supseteq {}_{R}N_{0}\supseteq {}_{R}N_{1}\supseteq \cdots }에 대하여, 만약 {\displaystyle \textstyle \bigcap _{i=0}^{\infty }{}_{R}N_{i}=0}이라면, {\displaystyle _{R}N_{i}=0}이 되는 {\displaystyle i\in \mathbb {N} }가 존재한다.
- (D′) 임의의 집합 {\displaystyle I} 및 단사 사상 {\displaystyle \phi \colon {}_{R}M\to {}_{R}R^{\times I}}에 대하여, {\displaystyle \phi |_{{}_{R}R^{\times I'}}\colon {}_{R}M\to {}_{R}R^{\times I'}} 역시 단사 사상이 되게 하는 유한 집합 {\displaystyle I'\subseteq I}이 존재한다. (가군의 범주에서 단사 사상은 단사 함수인 가군 준동형과 일치한다.)

오른쪽 가군에 대해서도 마찬가지로 유한 생성 오른쪽 가군과 유한 쌍대 생성 오른쪽 가군을 정의할 수 있다.
조건 (B) 및 (C) 및 (B′) 및 (C′)은 환 {\displaystyle R}에 의존하지 않으므로, 유한 생성성 및 유한 쌍대 생성성은 모리타 동치 불변 성질이다. 특히, 정의 (B) 및 (B′)은 일반위상수학의 콤팩트 공간의 정의와 유사하다. (C) 및 (C′)은 각각 특정 사슬 (즉, 합이 전체 가군이 되는 오름 사슬 · 교집합이 영가군이 되는 내림 사슬)에 대한 오름 사슬 조건 · 내림 사슬 조건이며, 이를 모든 사슬에 대하여 일반화한다면 뇌터 가군 · 아르틴 가군의 개념을 얻는다.
환 {\displaystyle R} 위의 왼쪽 가군 {\displaystyle _{R}M}에 대하여 다음 두 조건이 서로 동치이며, 이를 만족시키는 왼쪽 가군을 유한 표시 왼쪽 가군(有限表示-加群, 영어: finitely presented left module)이라고 한다.
- {\displaystyle _{R}M\cong \operatorname {coker} \phi }가 되는 자연수 {\displaystyle m,n\in \mathbb {N} } 및 {\displaystyle R}-가군 준동형 {\displaystyle \phi \colon {}_{R}R^{\oplus m}\to {}_{R}R^{\oplus n}}이 존재한다. 즉, 충분히 큰 자연수 {\displaystyle n\in \mathbb {N} }에 대하여, {\displaystyle R}-왼쪽 가군의 완전열 {\displaystyle R^{\oplus m}\to R^{\oplus n}\to M\to 0}이 존재한다.
- {\displaystyle _{R}R^{\oplus n}\to {}_{R}M}이 전사 사상이 되는 자연수 {\displaystyle n\in \mathbb {N} }이 존재하며, {\displaystyle \phi \colon {}_{R}R^{\oplus m}\to {}_{R}M}이 전사 사상이 되는 모든 자연수 {\displaystyle m\in \mathbb {N} }에 대하여, {\displaystyle \ker \phi }은 유한 생성 가군이다.

(이 두 조건이 서로 동치라는 것은 섀뉴얼 보조정리를 사용하여 쉽게 보일 수 있다.)

### 유한 생성 가군층
유한 생성 가군과 유한 표시 가군의 개념은 가군층으로 일반화할 수 있다.
유한 생성 가군의 일반화는 유한 생성 가군층(有限生成加群層, 영어: finitely generated sheaf of modules) 또는 유한형 가군층(有限型加群層, 영어: sheaf of modules of finite type, 프랑스어: faisceau de modules de type fini)이라고 한다. 구체적으로, 환 달린 공간 {\displaystyle (X,{\mathcal {O}}_{X})}가 주어졌다고 하자. {\displaystyle {\mathcal {O}}_{X}}-가군층 {\displaystyle {\mathcal {F}}}가 다음 조건을 만족시킨다면 유한 생성 가군층이라고 한다.:161, Definition 5.1.10:207, Définition §2.1:45, (5.2.1)
- 임의의 {\displaystyle x\in X}에 대하여, 층의 완전열 {\displaystyle {\mathcal {O}}_{X}^{\oplus n}|_{U}\to {\mathcal {F}}|_{U}\to 0}이 존재하게 되는 열린 근방 {\displaystyle U\ni x}와 자연수 {\displaystyle n}이 존재한다.

유한 표시 가군의 일반화는 유한 표시 가군층(有限表示加群層, 영어: finitely presented sheaf of modules, 프랑스어: faisceau de modules admettant une présentation finie)이라고 한다. 구체적으로, 환 달린 공간 {\displaystyle (X,{\mathcal {O}}_{X})} 위의 {\displaystyle {\mathcal {O}}_{X}}-가군층 {\displaystyle {\mathcal {F}}}가 다음 조건을 만족시킨다면 유한 표시 가군층이라고 한다.:46, (5.2.5)
- 임의의 {\displaystyle x\in X}에 대하여, 층의 완전열 {\displaystyle {\mathcal {O}}_{X}^{\oplus m}|_{U}\to {\mathcal {O}}_{X}^{\oplus n}|_{U}\to {\mathcal {F}}|_{U}\to 0}이 존재하게 되는 열린 근방 {\displaystyle U\ni x}와 자연수 {\displaystyle m,n}가 존재한다.

유한 생성 가군/유한 표시 가군의 정의에 등장하는 자연수 {\displaystyle m,n}을 임의의 기수로 일반화한다면, 각각 국소 단면 생성 가군층(영어: sheaf of modules locally generated by sections)/준연접층의 개념을 얻는다. (물론, 모든 가군은 이렇게 정의된 개념들을 자동적으로 만족시킨다. 즉, 모든 가군은 준연접층을 정의한다.)

### 아벨 범주에서의 유한 생성 대상
보다 일반적으로, 아벨 범주 {\displaystyle {\mathcal {A}}}의 대상 {\displaystyle M\in {\mathcal {A}}}이 다음 조건을 만족시킨다면, 유한 생성 대상(有限生成對象, 영어: finitely generated object)이라고 한다.:315, Chapter 5:352, §1
- {\displaystyle M}의 부분 대상 부분 순서 집합 {\displaystyle \operatorname {Sub} (M)} 속의 상향 부분 집합 {\displaystyle \{M_{i}\}_{i\in I}\subseteq \operatorname {Sub} (M)}에 대하여, 만약 {\displaystyle \textstyle M=\sup _{i\in I}M_{i}}이라면, {\displaystyle M=M_{i}}인 {\displaystyle i\in I}가 존재한다.

아벨 범주 {\displaystyle {\mathcal {A}}}의 유한 생성 대상 {\displaystyle M\in {\mathcal {A}}}가 다음 조건을 만족시킨다면, 유한 표시 대상(有限表示對象, 영어: finitely presented object)이라고 한다.:315, Chapter 5:352, §1
- 임의의 유한 생성 대상 {\displaystyle N\in {\mathcal {A}}} 및 전사 사상 {\displaystyle f\colon N\to M}에 대하여, 핵 {\displaystyle \ker f}는 유한 생성 대상이다.

### 유한 스킴 사상
대수기하학에서, 유한 생성 가군의 개념은 다음과 같은 형태로 사용된다.
두 가환환 사이의 환 준동형 {\displaystyle f\colon R\to S}가 주어졌을 때, {\displaystyle S}는 {\displaystyle f}를 통해 {\displaystyle R}-가군을 이룬다. 만약 {\displaystyle S}가 {\displaystyle R}-유한 생성 가군이라면, {\displaystyle f}를 유한 준동형(有限準同型, 영어: finite homomorphism)이라고 한다.
이 개념은 스킴에 대하여 쉽게 일반화할 수 있다. 스킴 사상 {\displaystyle f\colon X\to Y}가 주어졌다고 하자. 임의의 {\displaystyle y\in Y}에 대하여, 다음 조건을 만족시키는 아핀 열린 근방 {\displaystyle y\in \operatorname {Spec} S\subseteq Y}가 존재한다면, {\displaystyle f}를 유한 사상(有限寫像, 영어: finite morphism, 프랑스어: morphisme fini)이라고 한다.:84
- 원상 {\displaystyle f^{-1}(\operatorname {Spec} S)}는 아핀 스킴 {\displaystyle \operatorname {Spec} R}이며, {\displaystyle R}는 {\displaystyle S} 위의 유한 생성 가군을 이룬다.

두 가환환 사이의 환 준동형 {\displaystyle f\colon R\to S}가 유한 생성 가군이 되는 것은 유한 생성 가환 결합 대수가 되는 것보다 매우 강한 조건이며, 따라서 유한 사상은 유한형 사상보다 매우 더 강한 조건이다.

## 성질
가군 {\displaystyle M}의 극대 부분 가군은 {\displaystyle M} 전체가 아닌 부분 가군 가운데 극대 원소인 것이다. 마찬가지로, {\displaystyle M}의 극소 부분 가군은 {\displaystyle 0}이 아닌 부분 가군 가운데 극소 원소인 것이다 (즉, 단순 가군인 부분 가군이다). 초른 보조정리에 의하여, 다음이 성립한다.
- 0이 아닌 모든 유한 생성 가군은 극대 부분 가군을 갖는다.
- 0이 아닌 모든 유한 쌍대 생성 가군은 극소 부분 가군을 갖는다.

반단순 가군에 대하여 다음 두 조건이 서로 동치이다.
- 유한 생성 가군이다.
- 유한 쌍대 생성 가군이다.

유한 생성 가군의 모든 몫가군은 유한 생성 가군이다. 유한 쌍대 생성 가군의 모든 부분 가군은 유한 쌍대 생성 가군이다.
왼쪽 가군의 짧은 완전열
{\displaystyle 0\to N\to M\to M/N\to 0}
에 대하여, 다음이 성립한다.
- 만약 {\displaystyle N}과 {\displaystyle M/N}이 유한 생성 가군이라면 {\displaystyle M} 역시 유한 생성 가군이다.
- 만약 {\displaystyle N}과 {\displaystyle M/N}이 유한 쌍대 생성 가군이라면 {\displaystyle M} 역시 유한 쌍대 생성 가군이다.

### 가군 성질의 필요 충분 조건
환 {\displaystyle R} 위의 왼쪽 가군 {\displaystyle {}_{R}M}에 대하여 다음 두 조건이 서로 동치이다.
- 뇌터 가군이다.
- 모든 부분 가군이 유한 생성 가군이다.

환 {\displaystyle R} 위의 왼쪽 가군 {\displaystyle {}_{R}M}에 대하여 다음 두 조건이 서로 동치이다.
- 아르틴 가군이다.
- 모든 몫가군이 유한 생성 가군이다.

임의의 왼쪽 가군 {\displaystyle _{R}M}에 대하여 다음 두 조건이 서로 동치이다.
- {\displaystyle _{R}M}이 유한 생성 가군이다.
- {\displaystyle _{R}M}의 근기 {\displaystyle \operatorname {rad} (_{R}M)\subseteq M}가 잉여적 부분 가군이며, {\displaystyle M/\operatorname {rad} (_{R}M)}은 유한 생성 가군이다.

임의의 왼쪽 가군 {\displaystyle _{R}M}에 대하여 다음 두 조건이 서로 동치이다.
- {\displaystyle _{R}M}이 유한 쌍대 생성 가군이다.
- {\displaystyle _{R}M}의 주각 {\displaystyle \operatorname {soc} (_{R}M)\subseteq M}이 본질적 부분 가군이자 유한 생성 가군이다.

## 예
정수환 {\displaystyle \mathbb {Z} } 위의 유한 생성 가군은 유한 생성 아벨 군과 같은 개념이다.
임의의 체 {\displaystyle K}에 대하여, 환 준동형
{\displaystyle K[x]\to K[x,y]/(y^{2}-x^{3}-x)}
을 생각하자. 그렇다면 {\displaystyle k[x,y]/(y^{2}-x^{3}-x)}는 {\displaystyle k[x]} 위의 유한 생성 가군을 이룬다. 즉, 이로부터 유도되는 아핀 스킴 사상
{\displaystyle \operatorname {Spec} K[x,y]/(y^{2}-x^{3}-x)\to \mathbb {A} _{K}^{1}}
는 유한 사상이다.

## 같이 보기
- 정수적 원소